# Reuben Sandwich

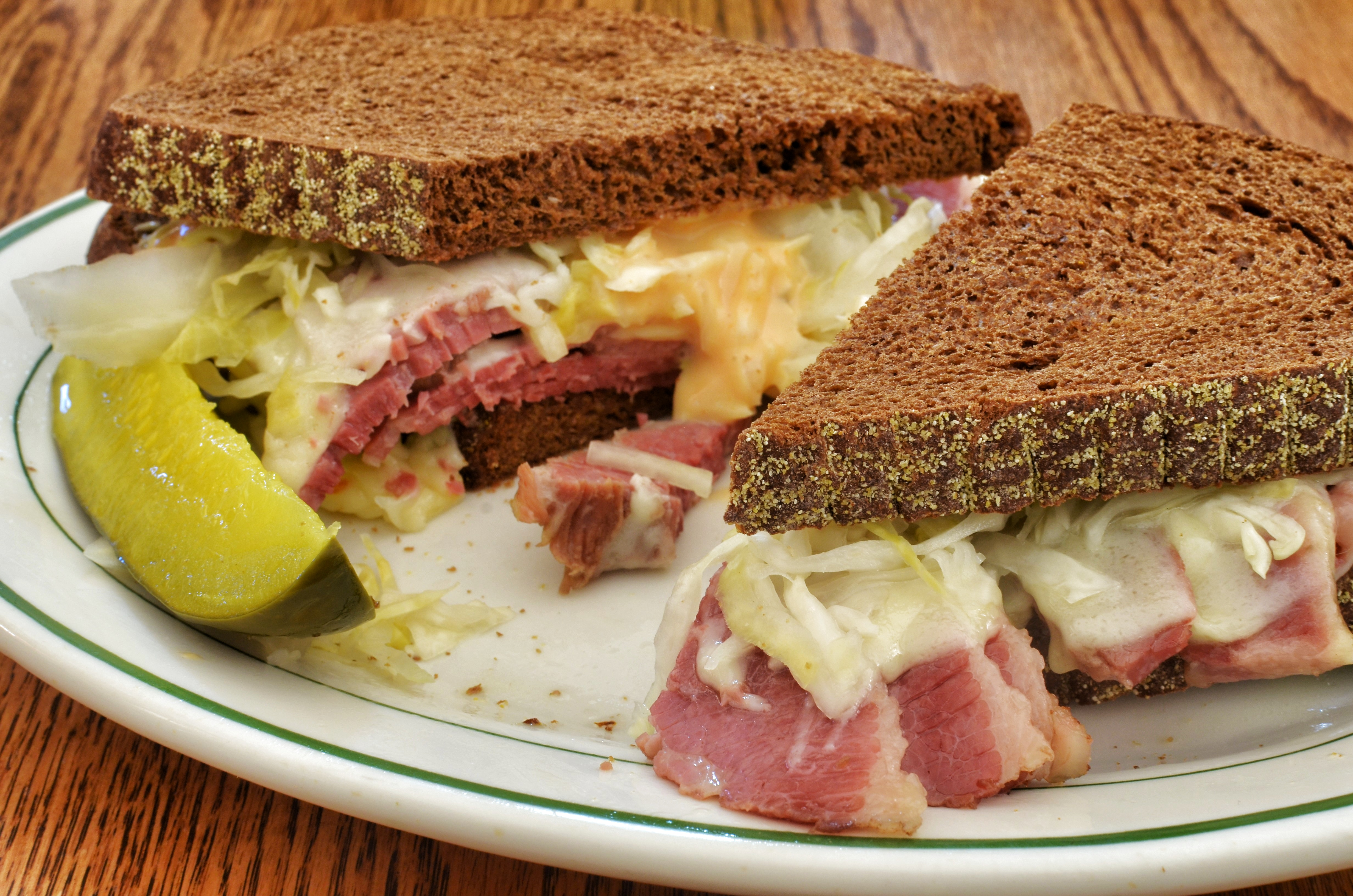
Reuben Sandwich

Ein Reuben Sandwich ist ein nicht-koscheres Sandwich der jüdisch-amerikanischen Küche in New York City. Es wird zusammengesetzt aus Scheiben von gepökelter Rinderbrust (in den USA auch Corned Beef genannt) und Roggenbrot (in den USA auch als Pumpernickel bezeichnet) und mit Sauerkraut, Emmentaler und Russischem Dressing garniert. Das Sandwich wird geröstet.

## Geschichte
Den ersten schriftlichen Verweis auf ein „Reuben-Sandwich“ liefert ein Zeitungsartikel aus dem Jahr 1927, in dem die Sandwich-Spezialitäten des Restaurants von Arnold Reuben beschrieben werden. Er eröffnete später ein Restaurant auf der Upper East Side. Er selbst gab dem Sandwich keinen Namen, er kam durch seine Kunden zustande.
Der Legende nach soll 1914 eine Schauspielerin in einem Film von Charlie Chaplin eine Vorgängerversion des Reuben-Sandwichs gegessen haben, das jedoch mit Victoria-Schinken belegt war.  Eine weitere Legende besagt, dass Arnold Reuben erzählt haben soll, dass er das Sandwich für Annette Seelos kreiert habe, als sie einen Stummfilm mit Charlie Chaplin drehte.
Andere Theorien schreiben die Erfindung des Sandwichs zwei weiteren Personen mit dem Namen Reuben zu. Jedoch kann vor dem Jahr 1956 kein schriftlicher Nachweis für ein Sandwich mit dem tatsächlichen Namen Reuben Sandwich erbracht werden.

## Zubereitung
Je zwei Brotscheiben werden mit russischem Dressing oder Thousand-Island-Dressing bestrichen, eine Scheibe wird mit dünnen Scheiben Rinderbrust (Corned Beef), ausgedrücktem Sauerkraut und Scheiben von Schweizer Käse belegt, die andere Brotscheibe darauf gelegt. Die Brotscheiben werden vor dem Grillen noch gebuttert, jeweils erst vor dem Wenden des Sandwichs, um sauberer zu arbeiten. Das Sandwich wird dann beidseitig gegrillt, bis es beidseitig knusprig und durchgehend erwärmt ist. Es wird entzweigeschnitten und sofort serviert.